# Olympische Sommerspiele 2000/Kanu – Einer-Canadier 1000 m (Männer)
Die Wettkämpfe im Einer-Canadier-Slalom bei den Olympischen Sommerspielen 2000 wurden vom 26. bis 30. September 2000 auf der Strecke im Sydney International Regatta Centre ausgetragen.
Olympiasieger wurde der ehemalige Weltmeister Andreas Dittmer. Der amtierende Weltmeister Maxim Opalew verpasste wie auch über 500 Meter den Titel.

## Ergebnisse

### Vorläufe
Bei den zwei Vorläufen am 26. September erreichten die jeweils schnellsten Drei direkt das Finale. Die Plätze vier bis sieben und der zeitschnellere Achte erreichten das Halbfinale.

#### Vorlauf 1
| Rang | Athleten              | Nation     | Zeit         |
| ---- | --------------------- | ---------- | ------------ |
| 1    | Ledis Balceiro        | Kuba       | 3:55,120 min |
| 2    | Steve Giles           | Kanada     | 3:55,396 min |
| 3    | Peter Páleš           | Slowakei   | 3:58,036 min |
| 4    | Jefimijs Klementjevs  | Lettland   | 3:58,840 min |
| 5    | Nikolaj Buchalow      | Bulgarien  | 3:59,092 min |
| 6    | Maxim Opalew          | Russland   | 4:00,568 min |
| 7    | György Zala           | Ungarn     | 4:00,754 min |
| 8    | Kaissar Nurmaganbetow | Kasachstan | 4:01,438 min |
| 9    | Nikica Ljubek         | Kroatien   | 4:10,954 min |

#### Vorlauf 2
| Rang | Athleten              | Nation             | Zeit         |
| ---- | --------------------- | ------------------ | ------------ |
| 1    | Andreas Dittmer       | Deutschland        | 3:53,962 min |
| 2    | Martin Doktor         | Tschechien         | 3:55,216 min |
| 3    | Christian Frederiksen | Norwegen           | 3:55,378 min |
| 4    | Éric le Leuch         | Frankreich         | 3:55,726 min |
| 5    | Florin Huidu          | Rumänien           | 3:56,770 min |
| 6    | Andreas Kilingaridis  | Griechenland       | 4:01,042 min |
| 7    | José Manuel Crespo    | Spanien            | 4:04,628 min |
| 8    | Jordan Malloch        | Vereinigte Staaten | 4:04,628 min |
| 9    | Daniel Jędraszko      | Polen              | 4:25,726 min |

### Halbfinale
Die drei schnellsten Athleten des Halbfinals erreichten den Endlauf.
| Rang | Athleten              | Nation       | Zeit         |
| ---- | --------------------- | ------------ | ------------ |
| 1    | Maxim Opalew          | Russland     | 4:01,222 min |
| 2    | Jefimijs Klementjevs  | Lettland     | 4:01,300 min |
| 3    | Éric le Leuch         | Frankreich   | 4:02,038 min |
| 4    | György Zala           | Ungarn       | 4:03,226 min |
| 5    | Florin Huidu          | Rumänien     | 4:03,910 min |
| 6    | José Manuel Crespo    | Spanien      | 4:04,042 min |
| 7    | Kaissar Nurmaganbetow | Kasachstan   | 4:05,206 min |
| 8    | Nikolaj Buchalow      | Bulgarien    | 4:05,236 min |
| —    | Andreas Kilingaridis  | Griechenland | DSQ          |

### Finale
| Rang | Athleten              | Nation      | Zeit         |
| ---- | --------------------- | ----------- | ------------ |
| 1    | Andreas Dittmer       | Deutschland | 3:54,379 min |
| 2    | Ledis Balceiro        | Kuba        | 3:56,071 min |
| 3    | Steve Giles           | Kanada      | 3:56,437 min |
| 4    | Éric le Leuch         | Frankreich  | 3:57,217 min |
| 5    | Christian Frederiksen | Norwegen    | 3:58,159 min |
| 6    | Maxim Opalew          | Russland    | 3:58,813 min |
| 7    | Jefimijs Klementjevs  | Lettland    | 4:00,931 min |
| 8    | Martin Doktor         | Tschechien  | 4:02,335 min |
| 9    | Peter Páleš           | Slowakei    | 4:03,091 min |